# Långsel
Långsel är ett sel och en by i Arvidsjaurs kommun i Lappland mellan Övre Långselet och Nedre Långselet. Långsel ingår i Åbyälvens huvudavrinningsområde och gränsar i syd-väst till Åbyälvens Natura 2000-område och i nord-öst till Dubblabergen.